# Jugoslawische Feldhandball-Meisterschaft
Die Jugoslawische Feldhandball-Meisterschaft (kroatisch Prvaci Jugoslavije u Velikom Rukometu) war die Feldhandball Meisterschaft von Jugoslawien.

## Meister
| Jahr | Meister                | Vizemeister            | Resultat | Mannschaften |
| ---- | ---------------------- | ---------------------- | -------- | ------------ |
| 1948 | Stadtauswahl Zagreb    | Stadtauswahl Sarajevo  | 18:5     | 7            |
| 1949 | RK Zagreb              | RK Milicioner Sarajevo | 10:10 P. | 10           |
| 1950 | RK Milicioner Sarajevo | HŠK Meteor Zagreb      | 32:27 P. | 12           |
| 1951 | RK Milicioner Sarajevo | Dinamo Pančevo         | 61:55 P. | 12           |
| 1952 | RK Milicioner Sarajevo | RK Zagreb              | 6:4 P.   | 4            |
| 1953 | 20. Oktobar Sarajevo   | RK Železničar 1949     | 6:4 P.   | 4            |
| 1954 | RK Zagreb              | RK Železničar 1949     | 6:2 P.   | 4            |
| 1955 | Dinamo Pančevo         | RK Zagreb              | 5:4 P.   | 4            |
| 1956 | RK Zagreb              | Dinamo Pančevo         | 24:21 P. | 8            |
| 1957 | Dinamo Pančevo         | RK Zagreb              | 21:19 P. | 8            |
| 1958 | RK Bosna Sarajevo      | RK Železničar Beograd  | 18:18 P. | 7            |

1. ↑  Saison 1949: Zagreb +47; Sarajevo +21
2. 1 2  Saisons 1950 und 1951: Für den Sieg gab es 3 Punkte, für ein Unentschieden 2 Punkte und eine Niederlage 1 Punkt.
3. ↑  Saison 1958: Sarajevo +52; Beograd +32

## Erfolgreichste Vereine
| Rang | Verein                 | Meister | Vizemeister | Titeljahre       |
| ---- | ---------------------- | ------- | ----------- | ---------------- |
| 1.   | RK Zagreb              | 3       | 3           | 1949, 1954, 1956 |
| 2.   | RK Milicioner Sarajevo | 3       | 1           | 1950, 1951, 1952 |
| 3.   | Dinamo Pančevo         | 2       | 2           | 1955, 1957       |
| 4.   | Stadtauswahl Zagreb    | 1       | 0           | 1948             |
| 4.   | 20. Oktobar Sarajevo   | 1       | 0           | 1953             |
| 4.   | RK Bosna Sarajevo      | 1       | 0           | 1958             |
| 7.   | RK Železničar 1949     | 0       | 2           |                  |
| 8.   | Stadtauswahl Sarajevo  | 0       | 1           |                  |
| 8.   | HŠK Meteor Zagreb      | 0       | 1           |                  |
| 8.   | RK Železničar Beograd  | 0       | 1           |                  |